# NGC 4313
NGC 4313 ist eine Spiralgalaxie mit aktivem Galaxienkern vom Hubble-Typ Sab im Sternbild Jungfrau auf der Ekliptik. Sie ist schätzungsweise 62 Millionen Lichtjahre von der Milchstraße entfernt und hat einen Durchmesser von etwa 75.000 Lichtjahren. Die Galaxie wird unter der Katalognummer VVC 570 als Teil des Virgo-Galaxienhaufens gelistet. Wahrscheinlich bildet sie mit PGC 40096 ein gebundenes Galaxienpaar.
Im selben Himmelsareal befinden sich u. a. die Galaxien IC 3196, IC 3208, IC 3209, IC 3239.
Das Objekt wurde am 15. März 1784 von dem deutsch-britischen Astronomen William Herschel mithilfe seines 18,7-Zoll-Spiegelteleskops entdeckt.